# Дворци Аугустусбург и Фалкенлуст
Дворците Аугустусбург и Фалкенлуст се намират в град Брюл в географската област Рейнланд, федерална провинция Северен Рейн-Вестфалия, Германия. Дворец Аугустусбург се намира в източната част на града и е свързан с ловния дворец Фалкенлуст чрез алея, прекосяваща обширния дворцов парк.
И двата двореца са сред най-важните барокови и рококо сгради в Германия. От 1984 г. насам, заедно с техните дворцови градини те са обекти на световно наследство на ЮНЕСКО.

## История на дворците
Още през 12 век архиепископите на Кьолн притежават имение с парк за диви животни на това място. През 1284 г. архиепископът на Кьолн Зигфрид разпоредил строежа на замък с воден ров като крепост срещу град Кьолн, който е завършен през 1298 г. Замъкът е укрепен при архиепископ Валрам. Той става седалище на местната управа на областта Брюл в пределите на Курфюрство Кьолн. Замъкът пребъдва до 1689 г., когато в крайна сметка е взривен от французите във Войната за пфалцкото наследство.

### Аугустусбург
Архиепископът на Кьолн, Клеменс Август I Баварски (1700–1761 г.) от династията Вителсбахи, поръчва строежа на дворец Аугустусбург на мястото на руините. Малко след като Клеменс Август наследява чичо си Йозеф Клеменс Баварски като архиепископ на Кьолн през 1723 г., строителните работи по двореца започват през 1725 г. по планове на вестфалския архитект Йохан Конрад Шлаун, като основите на предишната сграда се използват за новия дворец. Основната идея за построяване на дворец на точно това място (върху руините на стария замък на държавата), а също така и идеята за внедряването на предишната сграда в новия строеж са концепции, които Клеменс Август заимства от Йозеф Клеменс. Поради тази причина осите на прозорците на страничните крила не са напълно симетрични, тъй като ширината на двореца на това място съответства на тази на по-старата сграда. Това е необичайно, тъй като симетрията е била едно от най-важните изразни средства през периода на барока. Дворецът Аугустусбург е трикрилен комплекс с мансарден четирискатен покрив, който обхваща и един почетен двор. Източните лицеви страни на северното и южното крило са сред най-важните произведения на германския барок.
От 1728 г. нататък новата сграда е обзаведена от придворния архитект на Мюнхен Франсоа де Кувилие, който проектира фасадите и парадните зали във френския стил „регентство“ и ранно рококо. По това време е построена и западната страна с крилата на галерията. Балтазар Нойман създава стълбището от 1740 г. до 1746 г., което се счита за едно от основните творения на германския барок (всъщност рококо). Стълбите и стълбищната площадка се намират във висока, широка зала, идея на Енрико Зукали за Новия дворец Шлайсхайм, построен за бащата на Клеменс Август – курфюрст Максимилиан II Емануел Баварски. Йохан Хайнрих Рот извършва заключителните интериорни работи. Гвардейската зала на първия етаж е украсена с жълт и зелен гипсов мрамор и структурирана от пиластри. Таванната фреска е дело на Карло Карлоне. Целият дизайн на помещението цели славата на дома Вителсбах. Карло Карлоне също така проектира и таванната фреска на стълбището. На главната лицева стена в стълбището е възвеличан княз-епископ Клеменс Август със златен бюст и изобразен с всичките си титли и достойнства. Щукатурите са работа на Джузепе Артарио, Карло Пиетро Морсеньо и Йозеф Антон Брилие. Стълбището, повреден през Втората световна война, е възстановено с помощта на полски реставратори.
На приземния етаж на южното крило се намират покоите на някогашния княз-епископ, които се отварят към градината. В църквата на двореца „Света Мария от Ангелите“, осветена през 1493 г. и по-рано част от францискански манастир, има впечатляващ висок олтар от Балтазар Нойман. През 1735 г. тя е преустроена като придворна църква и впоследствие е свързана с двореца чрез пристроен ораториум (параклис) с оранжерийното крило.
Дворецът Аугустусбург е проектиран като резидентен и летен дворец и като такъв е обитаван от курфюрста обикновено в продължение на четири до шест седмици в годината. Основната резиденция по това време е Курфюрсткия дворец в Бон.
Към края на Втората световна война дворецът е силно повреден. Реставрационните дейности започват още през 1946 година. Фалкенлуст също се нуждае от обширни възстановителни работи след войната. От 1949 г. до 1996 г. президентът на Федерална република Германия провежда приеми на държавни гости в дворец Аугустусбург през месеците от март до ноември. На тази тема е посветена изложбата „Една република разстила килима – държавни приеми в дворец Аугустусбург 1949-1996“, която се провежда от 12.03.2008 до 10.08.2008 г. в двореца.
От сезон 2001 г. администрацията на дворците на гр. Брюл предлага специални тематични обиколки из двореца в допълнение към обичайните възможности за посещение. Дворецът Аугустусбург, Дворцовата църква и паркът също са места за провеждане на ежегодните Брюлски дворцови концерти.

### Фалкенлуст
Ловният дворец Фалкенлуст (на немски: Falkenlust – на бълг. „желание за соколи“) е построен от де Кувилие между 1729 г. и 1737 г. по модела на замъка Амалиенбург с цел използване за изключително популярния тогава лов на соколи. Дворецът е ограден от две плоски стопански пристройки, от които решетка от ковано желязо се извива напред и отделя комплекса от открития ландшафт. Полевата страна на замъка, срещу булеварда, водещ към Аугустусбург, сочи към първоначално необработен ловен терен. Днес обаче тази гледка е затъмнена от строителни работи и обработваеми земеделски площи. Основният план на ловната хижа е заимстван от ловния дворец Амалиенбург. Подобно на своя образец, ловният дворец има платформа за наблюдение на покрива на основната сграда, от която да се наблюдава лова на соколи. В централната ос на двата етажа има преддверие, което води до един салон. Зад него има съответно по една спалня, един кабинет и един гардероб за курфюрста и един гост.
В южната част на замъка се намира стълбището, което е било украсено с холандски плочки. Картината на тавана е от Лауренц де Ла Роке и показва сцени от лов на соколи. Ловният дворец Фалкенлуст е създаден от де Кувилие като Дворец за удоволствие и, за разлика от двореца Аугустусбург, който е с представителен вид и функции, на помещенията във Фалкенлуст им се придава личен, домашен и интимен характер. Например в един кабинет може да се видят скъпоценни китайски лакови панели и фигуративни пана, докато в друг е създаден един огледален кабинет. Над камината в трапезарията е окачен портрет в естествен размер на курфюрст Карл Албрехт Баварски, брат на Клеменс Август, и по-късен император Карл VII.
През 1730 г. в парка на ловния дворец е построен параклис („Света Мария Египетска“) с богата украса от миди. Малкият октагон е построен от Питър Лапортери и е декориран в стила на изкуствена пещера.
През 1760 г. Казанова провежда гала-вечеря за кьолнската кметица фом Пюц и други дами от кьолнското общество в пределите на Брюлските дворцови комплекси.
Дворецът е принадлежал между 1832 г. и 1960 г. на предприемаческото семейство Гийслер от гр. Брюл. След това става собственост на федералната провинция Северен Рейн-Вестфалия. Подобно на Аугустусбург, дворец Фалкенлуст е бил използван за държавни приеми от федералния президент, макар и много по-рядко. Така напр. на 08.07.1980 г. тук се провежда вечеря, организирана от Карл Карстенс като част от държавното посещение на френския президент Валери Жискар д'Естен. По време на ремонта на „вила Хамершмид“ (тогавашното седалище на президента в гр. Бон) през есента на 1984 г., дворецът служи като временно седалище на федералния президент, така че Рихард фон Вайцзекер е бил тук на 15.10.1984 г. за приема на румънския държавен глава Николае Чаушеску с военни почести. Други гости в замъка Фалкенлуст са били на 31.10.1984 г. египетският президент Хосни Мубарак, който бил поканен на обяд с фон Вайцзекер, а на 02.05.1985 г. тук са били на вечеря държавните и правителствените ръководители на страните от Г7, присъстващи на Световната икономическа среща на върха в Бон.

## Галерия
- Източната страна с почетния двор
- Фронтон на западната фасада с оранжерията на преден план
- Дворцовата градина, изглед на юг към дворцовата паркова гора
- Стълбище в стил рококо в дворец Аугустусбург
- Ловен дворец Фалкенлуст
- Фалкенлуст от птичи поглед
- Фалкенлуст, вертикален изглед
- Ловен дворец Фалкенлуст, западна страна
- Параклис до ловния дворец
- Каналът на дворцовата градина близо до „Тайната градина“
- Дворец Брюл от птичи поглед
- Дворец Брюл, вертикален изглед
- Дворец Брюл от североизток
- Дворец Аугустусбург, южна страна
- Дворец Аугустусбург, южна страна
- Дворец Аугустусбург, южна страна с градински партер
- Изглед от парадните стаи на дворец Аугустусбург към външното стълбище и градинския партер